# Tracy Barrell
Tracy Lee Barrell (Australia, 1974) es una nadadora paralímpica con triple amputación congénita de Australia. Ganó dos medallas de oro en los Juegos Paralímpicos de Barcelona 1992. Es una gran defensora de las personas con discapacidad y una australiana indígena.

## Vida personal
Barrell nació sin piernas y con un solo brazo. Barrell declaró que los médicos dijeron que su discapacidad se debía a una mutación genética de una píldora contra las náuseas matinales que la madre Terri había tomado. Barrell se sentó en una patineta y usó su único brazo para su movilidad cuando era niña. Decidió no usar prótesis de piernas. Asistió al St Patrick's College, Sutherland en Sídney. Tiene dos hijos - Bryce y Oscar.

## Carrera deportiva
En 1989, a la edad de 14 años, su madre la inscribió en la Asociación Deportiva de Amputados de Nueva Gales del Sur y comenzó su carrera como nadadora. Su primera gran competición fueron los Juegos Estatales de Nueva Gales del Sur, celebrados en el Centro Deportivo de Narrabeen, donde ganó el oro en cuatro pruebas de natación y dos de lanzamiento de atletismo. Sus resultados la llevaron a ser premiada como la Atleta de los Juegos. Se clasificó como nadadora de S4. Ganó dos medallas de oro en los Juegos Paralímpicos de Barcelona 1992 en la prueba de 4x50 m estilo libre para mujeres S1-6 y en la prueba de 50 m mariposa para mujeres S3-4 y terminó cuarta en dos pruebas individuales.  Barrell es de origen indígena. Se retiró en 1994 debido a una lesión y a una cirugía en su único brazo. En 2008 representó a Australia en el Torneo de Voleibol Sentado de Mujeres de Shánghai.

## Promoción
Desde su retirada del deporte, ha sido una fuerte defensora de las oportunidades para las personas con discapacidad. Entre 2008 y 2011, fue embajadora de Don't DIS my ABILITY, un programa que ofrece modelos de conducta inspiradores para las personas con discapacidad. En 2013, fue nombrada Living Life My Way Ambassadors and Champions por el Gobierno de Nueva Gales del Sur.
En 2011, se le negó el acceso a todas las atracciones de los estudios Movie World debido a un cambio en su política de seguridad. En visitas anteriores, ella pudo acceder a todos los juegos.